# 申格莱纳
申格莱纳是德国图林根州的一个市镇。总面积6.77平方公里，总人口484人，其中男性242人，女性242人（2011年12月31日），人口密度71人/平方公里。